# Salpo (distrito)
Salpo é um distrito do Peru, departamento de La Libertad, localizada na província de Otuzco.

## Transporte
O distrito de Salpo é servido pela seguinte rodovia:
- PE-10A, que liga o distrito de Quiruvilca à cidade de Trujillo (distrito)[1][2][3]